# L'incendio di Chicago
L'incendio di Chicago (In Old Chicago) è un film del 1937 diretto da Henry King e interpretato da Tyrone Power, Don Ameche, Alice Faye e Alice Brady, nel ruolo della madre, vincitrice dell'Oscar alla miglior attrice non protagonista.
Sullo sfondo del tremendo incendio che devastò Chicago nel 1871, una storia d'amore tra un proprietario di case da gioco, poco onesto, e una cantante.
Prodotto dalla Fox, è un melodramma catastrofico di robusto impianto narrativo, grazie al soggetto di Niven Busch, il romanzo "We the O'Learys".

## Trama
Nel 1854 Chicago attira nuovi abitanti che giungono a cercare fortuna. Tra questi, una famiglia irlandese, gli O'Leary, composta da padre, madre e tre figli maschi. Quando il loro carro si trova alle porte della città, il padre frusta i cavalli, mettendosi in gara con una locomotiva. Lanciati a uno sfrenato galoppo, i cavalli si spaventano e trascinano il padre fuori del carro, ferendolo mortalmente. Negli ultimi momenti della sua vita, l'uomo raccomanda ai figli di andare comunque a Chicago, la città dei suoi sogni, e di crescere insieme a lei.
Sono passati alcuni anni: la vedova O'Leary ha aperto una piccola azienda di lavanderia. Con grandi sacrifici e un duro lavoro, Molly tira sui suoi tre ragazzi, riuscendo a farli studiare. Il più grande, Jack, è diventato avvocato e si è dato alla politica, deciso a combattere il degrado della città vecchia, dove vivono anche gli O'Leary. Patrick, il figlio più giovane, è un bravo ragazzo che ha messo su famiglia sposandosi con Gretchen. Invece Dion, il secondogenito, un ragazzo affascinante, sfrutta tutte le occasioni che coglie nella vecchia Chicago.
Giocatore fortunato, Dion è invischiato in storie poco pulite: innamorato di una cantante di nome Belle Fawcett, star del teatro, la convince a mettersi in affari insieme a lui, soffiandola al boss del quartiere, Gil Warren. I due si mettono in società, aprendo un locale che dovrebbe far concorrenza a quello di Warren. Ma questi, a sorpresa, offre a Dion un compromesso: si ritirerà dagli affari, se Dion lo appoggerà nella sua campagna per diventare sindaco. Dion sembra accettare, ma, sottobanco, briga invece per far eleggere Jack, il fratello, candidato alla stessa carica. Alla fine Jack diventa sindaco. Dion vorrebbe sposarsi con Belle, ma Molly O'Leary non ne vuole sapere di trovarsi come nuora una cantante.
Jack, che invece vede di buon occhio il matrimonio tra Belle e Dion, scopre però i metodi poco onesti impiegati da Dion per farlo eleggere. Ma Jack non ha nessuna intenzione di aiutare il fratello nei suoi affari poco puliti e, anzi, convince Belle a testimoniare contro Dion davanti al gran giurì. Dion, dopo aver rotto con i due, riavvicina Belle, proponendole di sposarlo. Lei accetta e il nuovo sindaco li sposa. Solo adesso Dion rivela che il matrimonio non è stato altro che un mezzo per impedire a Belle di testimoniare il giorno dopo contro di lui. Jack, furioso, aggredisce il fratello e i due si battono. Avvertita da Gretchen della rissa, Molly, che si trova nella stalla, se ne va via senza accorgersi che la mucca, scalciando, fa cadere una lampada. L'olio incandescente si riversa sulla paglia e il fuoco si sviluppa in un momento. La stalla viene presto distrutta e le fiamme si espandono alle case vicine.
Mentre il fuoco infuria, il sindaco butta giù un piano per fermare l'incendio. Insieme alle truppe del generale Sheridan, farà piazzare delle cariche di esplosivo per creare una barriera per il fuoco. Warren però è infuriato con gli O'Leary e si mette alla testa di un gruppo di cittadini, proprietari delle case minacciate di essere rase al suolo, e li aizza contro Jack e i soldati. L'esercito ha già piazzato la dinamite lungo una linea di case appartenenti al vecchio quartiere: Warren e i suoi cercano di spegnere le micce; Jack si lancia verso le micce, riuscendo a tenerle accese, ma nell'esplosione viene colpito a morte.
Dion raccoglie gli ultimi istanti di vita di Jack, riconciliandosi con il fratello morente. Intanto la gente fugge senza controllo, cercando rifugio nel lago. Nella confusione generale, Belle incrocia Molly, distrutta da tutto quello che sta succedendo intorno a lei: la cantante riesce a portare la madre di Dion via con sé, in cerca di una via di scampo. Nel frattempo Dion, rimasto solo dopo la morte del fratello, è alla disperata ricerca della madre, del fratello, della moglie. Dopo un lungo vagare, incontra Patrick che si è salvato insieme a Gretchen. I due lo confortano. Sulla riva del lago, in acqua, ritrova finalmente anche la madre: ma questa non è sola. Molly, che ha ritrovato di nuovo il coraggio che l'ha sempre sostenuta, indica al figlio Belle. Sul conto della ragazza, Molly si è ricreduta.

## Produzione
Il film, che ricrea il grande incendio che distrusse nel 1871 gran parte della città di Chicago, fu prodotto dalla 20th Century Fox come risposta al grande successo di San Francisco della MGM, che si richiamava al terremoto che aveva sconvolto la città californiana. Zanuck, il produttore, voleva come interpreti principali Clark Gable e Jean Harlow, ma poi si convinse che Gable sarebbe stato troppo vecchio per il ruolo del figlio di Alice Brady. I venti minuti di incendio del film vennero a costare 150.000 dollari e il fuoco dei set durò per tre giorni. Il film fu girato in California, a Oakdale.

## Distribuzione
Distribuito dalla Twentieth Century Fox Film Corporation, uscì in sala nel 1938. La prima ebbe luogo a New York, il 6 gennaio 1938. In Italia, il film fu distribuito nel 1938 e poi in altre successive edizioni.
date di uscita

### Data di uscita
- Germania	1938
- USA	6 gennaio 1938	 (New York City, New York) (première)
- Francia	31 marzo 1938
- USA	15 aprile 1938
- Paesi Bassi	7 ottobre 1938	 (Amsterdam)
- Danimarca	10 ottobre 1938
- Finlandia	30 ottobre 1938
- Danimarca	1º ottobre 1956	 (riedizione)

### Riconoscimenti
- 1938 - Premio Oscar
  - Miglior attrice non protagonista a Alice Brady
  - Miglior aiuto regia a Robert D. Webb
  - Candidatura Miglior film alla 20th Century Fox
  - Candidatura Migliore sceneggiatura originale a Niven Busch
  - Candidatura Miglior sonoro a Edmund H. Hansen
  - Candidatura Miglior colonna sonora a Louis Silvers